# Otavaloa lisei
Otavaloa lisei là một loài nhện trong họ Pholcidae. Loài này được phát hiện ở Brasil.